# Dom Wieprzowskiego w Tarnowskich Górach
Dom Wieprzowskiego – XVII-wieczna zabytkowa kamienica przy Rynku w Tarnowskich Górach.

## Architektura i historia

### Początki
Budynek wzniesiono w XVII wieku prawdopodobnie na miejscu wcześniejszego drewnianego. Początkowo piętrowy dom mieszczański o czteroosiowej elewacji. Na parterze znajdowało się, częściowo zachowane, duże pomieszczenie sklepione kolebkowo z lunetami. Budynek w XVIII wieku nadbudowany, a w 1890 przebudowany. Mieścił urząd solny.

### Wiek XIX
Po przebudowach budynek dwupiętrowy, podpiwniczony, z sienią we frontowej części. Posiadający jednocześnie sklepienia krzyżowo-żebrowe.

### Budynek obecnie
Współcześnie piętra służą do celów mieszkalnych, natomiast na parterze znajdują się bar franczyzowy oraz kawiarnia Café Silesia – Gryfny Kafyj.
W 2018 roku budynek został gruntownie wyremontowany.